# Архітектура мережі
Архітектура мережі — це дизайн комп'ютерної мережі. Це структура для визначення фізичних компонентів та їхньої функціональної організації та конфігурації, її принципів та процедур експлуатації, а також використовуваних протоколів комунікації.
У телекомунікації, специфікація архітектури мережі також може включати детальний опис продуктів та послуг, які постачаються через комунікаційну мережу, а також докладні структури тарифів та системи розрахунку, згідно з якими відшкодовуються послуги.
Архітектура мережі Інтернету в основному виражена за допомогою її протокольного набору Інтернету, а не конкретною моделлю для з'єднання мереж або вузлів в мережі чи використання конкретних типів апаратних з'єднань.

## Мережева модель OSI
Модель взаємодії відкритих систем (Мережева модель OSI) визначає та кодифікує концепцію шарової мережевої архітектури. Шари абстракції використовуються для подальшого поділу комунікаційної системи на менш керовані частини. Кожен шар — це набір потрібних функцій, які надають послуги вищому рівню та отримують послуги від нижчого рівня. На кожному рівні екземпляр надає послуги екземплярам на рівні вище його та запитує послуги з рівня нижче.

## Розподілені обчислення
У розподілених обчисленнях, архітектура мережі часто описує структуру та класифікацію архітектури розподіленої програми, оскільки участь в розподіленій програмі часто визначається як мережа. Наприклад, архітектура додатків телефонної мережі загального користування (PSTN) була названа Інтелектуальною Мережею. Існує ряд конкретних класифікацій, але всі вони лежать на континуумі між тупою мережею (наприклад, Інтернет) та інтелектуальною мережею (наприклад, PSTN).
Популярним прикладом використання терміна у розподілених додатках, а також в постійних віртуальних з'єднаннях, є організація вузлів у послугах та мережах з одноранговою взаємодією (P2P). P2P мережі зазвичай реалізують оверлейні мережі, що працюють поверх фізичної чи логічної базової мережі. Ці накладені мережі можуть реалізовувати певні організаційні структури вузлів згідно з кількома відмінними моделями, архітектурою системи.

## Зовнішні посилання
- Архітектор комп'ютерних мереж Міністерства праці США